# Anioł na prawym ramieniu
Anioł na prawym ramieniu (tadż. Fararishtay kifti rost) – tadżycki komediodramat z 2002 roku w reżyserii Dżamszeda Usmonowa, zrealizowany w koprodukcji z Włochami, Szwajcarią i Francją. W Polsce film był prezentowany podczas Warszawskiego Festiwalu Filmowego, a następnie na antenie telewizji Ale Kino!. Otrzymał nagrodę za reżyserię na MFF w Singapurze, jednej z najważniejszych imprez w świecie kina azjatyckiego.

## Opis fabuły
Halima, stara wieśniaczka z małej wioski w Tadżykistanie, nakłania swojego przebywającego od dawna w Rosji syna do powrotu w rodzinne strony. Pretekstem są zbyt wąskie drzwi - kobieta jest zdania, że gdy umrze, żałobnicy nie zdołają nawet przecisnąć przez nie trumny. Syn opłaca koszty podróży pieniędzmi pożyczonymi od przestępców, a następnie zmuszony jest sprzedać dom matki, aby spłacić dług.

## Obsada
- Uktamoi Miyasarova – Halima
- Maruf Pulodzoda – Hamro
- Kova Tolavpur – Yatim